# Schwarzer Nationalismus
Der Schwarze Nationalismus ist eine politische und soziale Bewegung primär in den Vereinigten Staaten. Er geht von der Einheit eines schwarzen Volkes, teilweise einer schwarzen Rasse in Nordamerika aus und betont die geschichtlichen und kulturellen Wurzeln der schwarzen US-Amerikaner in Afrika. Der Schwarze Nationalismus fordert die Selbstbestimmung der schwarzen Menschen in einer eigenen Nation.

## Begriff und Bedeutung
Begrifflich gilt der Schwarze Nationalismus als Antwort auf den rassistisch geprägten US-amerikanischen Nationalismus der McCarthy-Ära durch die sozialprivilegierte weiße Mehrheitsbevölkerung. Viele Anhänger des schwarzen Nationalismus stellen in letzter Konsequenz die Gründung einer eigenen schwarzen Nation durch Afroamerikaner in Aussicht. Als bewusste Alternative zur Assimilation an die amerikanische Nation, die überwiegend weiß ist, versuchen schwarze Nationalisten, ihre eigene Identität als ein Volk schwarzer Abstammung zu definieren, bewahren und zu fördern. Schwarze Nationalisten streiten für ökonomische Selbstverwaltung, den Stolz der Schwarzen in Amerika und einen schwarzen Separatismus. Sie unterscheiden sich in ihren Forderungen zu großen Teilen von der Bürgerrechtsbewegung, u. a. zu der Idee Martin Luther Kings, der auf equality, d. h. eine radikale Gleichberechtigung der schwarzen Bevölkerung und damit die Assimilation setzte. Der Schwarze Nationalismus hat Schnittmengen mit der Black-Power-Bewegung. Mit den Slogans Black Power, Black is beautiful u. a. wird in der Bewegung versucht, ein Gefühl des Stolzes unter schwarzen Amerikanern zu prägen.

## Entwicklung
Der schwarze Nationalismus ist eine politische und soziale Bewegung primär in den Vereinigten Staaten. Seine Blüte erlebte er in den 1960er und 1970er Jahren.  
Die Idee kann jedoch bis in das 19. Jahrhundert zurückdatiert werden: Der schwarze Physiker und Journalist Martin Delany forderte schon ab den 1860er Jahren die Gründung einer eigenen schwarzen Nation durch schwarze Amerikaner in Afrika. Um 1920 gründete der jamaikanische Panafrikanist Marcus Garvey die Universal Negro Improvement Association um People of Colour zum einen eine ökonomische Lobby zu ermöglichen und zum anderen eine Gruppenidentität schwarzer Menschen zu schaffen. 
2016 wies das Southern Poverty Law Center darauf hin, dass gewaltbereiter Schwarzer Nationalismus nach den vermehrten rassistischen Übergriffen der Polizei gegen mehrheitlich schwarze junge Männer wieder zunehme. Der Schwarze Nationalismus bestehe nicht nur aus der Ablehnung Weißer, sondern sei auch antisemitisch und homophob.